# Возвращение на Батаан
«Возвращение на Батаан» рабочее название «Невидимая армия» (англ. Back to Bataan) — американский чёрно-белый военный художественный фильм 1945 года, снятый режиссёром Эдвардом Дмитрыком на студии RKO Radio Pictures.
Премьера фильма состоялась 31 мая 1945 года.

## Сюжет
Действие фильма происходит в годы Второй мировой войны в ходе Филиппинской операции, и показывает события произошедшие после битвы за Батаан в 1942 году на острове Лусон. Показан один из самых трудных периодов в истории мировой войны, когда американцы на острове Корегидор плечом к плечу с бойцами филиппинского сопротивления отражали атаки двухсот тысяч японских солдат генерала Масахару Хоммы.
В 1945 году рейнджеры Армии США совершили налет на японский лагерь для военнопленных на Филиппинах, освободив заключённых.
Пока войска американской армии под командованием генерала Д. Макартура пытаются удержаться на Батаане против японцев, полковник Джозеф Мэдден получает задачу организовать партизанское сопротивление филиппинцев против японских захватчиков. Один из офицеров Мэддена, капитан Андрес Бонифацио, встревожен, поскольку его возлюбленная Далисей Дельгадо, очевидно, сотрудничает с японцами, зачитывая пропагандистские тексты по радио.
Мэддену известно, что Дельгадо использует пропагандистские трансляции, чтобы тайно передавать американцам ценную информацию, но ему приказано хранить в тайне этот факт от всех, даже от Бонифацио.
Несколько месяцев спустя, Бонифацио и Мэдден получают задание — взять и удержать небольшую деревню, чтобы обеспечить высадку американских сил, которая должна состояться в течение 24 часов.

## В ролях
- Джон Уэйн[3] — полковник Джозеф Мэдден
- Энтони Куинн — капитан Андрес Бонифацио-младший
- Бьюла Бонди — Берта Барнс
- Фели Франкелли — Далисей Дельгадо
- Ричард Лу — майор Хаско
- Филип Ан — полковник Короки
- Алекс Хавьер — сержант Бернес
- Пол Фикс — Биндл Джексон
- Лоуренс Тирни — лейтенант-коммандер Уэйт
- Леонард Стронг — генерал Масахару Хомма
- Эбнер Биберман — японский капитан
- Владимир Соколов — сеньор Буэнавентура Х. Белло